# Ratonero murciano
El Ratonero Murciano es una raza canina originaria de la Región de Murcia, España. Históricamente, este perro ha sido utilizado como cazador de ratones y ratas, desempeñando un papel crucial en la protección de bodegas, almacenes y huertas. Se cree que su linaje se remonta a perros traídos por los romanos, que los introdujeron en la península ibérica desde Egipto.

## Historia
La raza no es nueva; su recuperación ha sido un esfuerzo continuo desde principios del siglo XXI. En 1997, se estableció un programa de cría para preservar el Ratonero Murciano, que ha evolucionado a lo largo de los años. En 2009, el programa alcanzó su tercera generación con 80 ejemplares en reproducción y un programa de pruebas de ADN. A pesar de su larga historia, la raza aún no está reconocida oficialmente por los principales clubes caninos.

## Características
El Ratonero Murciano es un perro pequeño, con una complexión atlética y ágil. Presenta las siguientes características:
- Tamaño: Pequeño a mediano.
- Peso: Varía según el sexo; los machos son generalmente más pesados que las hembras.
- Pelaje: Corto y liso, con una longitud que no supera los 2 cm. Las capas más comunes son tricolores y negro-fuego, aunque también se encuentran en otros colores como canela y negro.[3]

## Función
Tradicionalmente, el Ratonero Murciano ha sido valorado por su capacidad para cazar alimañas. Su agilidad y rapidez lo convierten en un compañero ideal para la caza de roedores, así como en un perro de alerta ante la presencia de extraños. Este perro ha sido especialmente útil en entornos rurales, donde su mantenimiento es bajo y su funcionalidad es alta.

## Reconocimiento
A pesar de sus cualidades y su historia rica, el Ratonero Murciano aún no cuenta con el reconocimiento oficial por parte de las principales organizaciones cinológicas. Sin embargo, el Club Español del Ratonero Murciano trabaja activamente para promover la raza y organizar exposiciones y pruebas de trabajo.